# South Walsham St Mary
South Walsham St Mary var en civil parish fram till 1897 när det uppgick i South Walsham, i grevskapet Norfolk, i England. Civil parish var belägen 14 km från Norwich och hade 336 invånare år 1891.